# Xylotrechus durangoensis
Xylotrechus durangoensis là một loài bọ cánh cứng trong họ Cerambycidae.